# البسابير
البسابير تقع شمال مدينة الخرطوم بحري بـ120 كيلو متر وجنوب مدينة شندي بحوالي 52 كيلو متر وتقطنها مجموعة من القبائل أشهرها الشايقية والجعليين والكبابيش وهي منطقة زراعية بها أكبر حوض زراعي بجنوب شندي .. مؤسس هذه القرية هو باسبار العوني حيث وصل إليها مهاجراً من منطقته الأصلية وهي المكنية وكان رجلاً عابد وهذا كان قبل 550 عاماً تقريبا، وأطلق عليها اسم القوز في تلك الفترة . ثم رجع يدرس فيها وهو شاب إلى المكنية وهو شاب فقيه عابد من أب شائقي وأم من أهله شائقية اسمه باسبار (المابعرف كوني يقول يابسبار العوني ).
يقال باسبار عوني ( يعنى شايقي ) وهذا صحيح حيث من المعلوم ان الشايقية جاؤوا إلى هذه المنطقة قبل الفتح التركي 1821 أي أن لهم أكثر من550 عام والتاريخ السابق مر عليه فقط من 188عام.

## الشيخ باسبار العوني
(الما يعرف كوني قول يا بسابار العوني )
سمته امه باسبارا ليسبر الكمالات فجعله الله باسبارا في الدين والقرآن
حفظ القرآن على يدي الطيار بن الشيخ عبد الرحمن ولد حمدتو بنورى . ولد بالمكنية ودرس القرآن بالقوز وقرأ عليه رجال صالحون منهم أولاد بر] وحميد الصاردى وأولاد الحاج فايد
كان رحمه الله صايم الدهر وفطوره كل ليلة عند زوجته تجيب له مديدة يلعق فيها لعقات ويمص اصابعه منها ويمضض فاه
وإن الشيخ محمد ولد هدوى صاحب التصانيف أنشد في باسبار تعزية كبيرة وذكر أنه من تلاميذه
عرف أولاده البدوى وعبد القادر ومدني وأبو قرون صلحاء فضلاء
وكتاب الطبقات يعتبر وثيقة تاريخية مهمة فهو على _حد علمى _أقدم مؤلف لكاتب سودانى
أما بالنسبة لتواجد الشايقية في جنوب شندى فصحيح أنهم في فترة التركية انتقلوا بكلياتهم إلى المنطقة لكن هذا لا يعنى أنه لم يكن لهم تواجد في المنطقة قبل التركية فالبدو من السواراب مثلا _ وفقا لروايات كبار السن_ كانوا يتواجدون في النقعة قبل التركية
وحتى العونية _وفقا لكتاب فاطمة أحمد على _ كانت هجرتهم إلى اقليم شندى قبل التركية فقد جاء في كتابها أسباب هجرة العونية إلى ود حامد .
(وهنا نرجع إلى الرواية الشعبية التي تقول انهم رفضوا دفع الضريبة التي فرضها عليهم الملك صبير فخرجوا من الشمالية واتجهوا جنوبا عبر البحر والسبب في استقرارهم في ديار ود حامد انهم عندما فروا ناحية الصعيد رجعوا قافلين إلى نواحى ود حامد فوجدوا اناسا يدعون انتماءهم للجعليين وهم ليسوا جعليين ولما كان العونية أهل بداوة وسلب ونهب فضيقوا على أهل المنطقة وقتلوا منهم كثير وفر الباقين إلى البحر فلما علم المك مساعد بأمرهم ارسل إليهم يدعوهم لوليمة فرفضوا الحضور وكان المك مساعد
في حالة حرب مع الجموعية والجميعاب فحضر إلى العونية بنفسه وقال لهم ان الرجال يغيرون على (يقصد الجموعية والجميعاب) وانتم أبناء عمى فاختاروا ما شئتم من الأراضي غير الماهولة واحموا ظهرى فاستقروا في ود حامد ثم قاموا بغزو الجموعية والجميعاب وسلبوهم الكثير فاخذوا حقهم واعطوا المك مساعد حقه فذهب الجموعية والجميعاب إلى الشيخ الطيب ود امرحى واشتكوا إليه فسألهم عن اصل الغازين فقالوا عونية فقال لهم : انهم أبناء عم ولا نستطيع اذيتهم )
فلما جاءت التركية وهاجر الشايقية من مروى إلى شندى كان لبعض فروعهم تواجد سابق بالمنطقة
واتفق معك على أن البادئة (با) هي من خصائص أسماء الحضارمة لكن ذلك لا ينهض دليلا على أن باسبار حضرمى فيكثر عند السودانيين اليوم اسعمال اسم بابكر كما أن السودانيين عادة ما يتسمون بأسماء اعلام الطرق الصوفية العرب مثل الشاذلى التيجانى الجيلانى وغير ذلك فلا مانع من أن يكون باسبار العونى قد سمى باسبارا تيمنا باحد رجال الطرق الصوفية الحضارمة
يمكن أن يكون هذا الاسم من مملكة البجا إذ ان هذه الأسماء موجودة عندهم مثل بامكار وبارداف ولفظة (با) تعني النفي في لغة البجا ويوجد الاسم باسبار في منطقة البجا حتى الآن ويعني الرجل الذي لا يفر من القتال ومعلوم أن مملكة البجا من الممالك القديمة ...